# Luther Thomas
Luther Thomas (Saint Louis (Missouri), 23 juni 1950 – 8 september 2009) was een Amerikaanse jazzsaxofonist van de avant-gardejazz.

## Biografie
Thomas kreeg op 14-jarige leeftijd een saxofoon en speelde in de schoolband, een fanfare en een groot dansorkest. Als tiener ontmoette hij Oliver Lake, Hamiet Bluiett en Julius Hemphill. Geïnspireerd door de altsaxofonist Vi Reed wisselde hij van de baritonsaxofoon naar de alt als hoofdinstrument. Met Lester Bowie als mentor kwam hij in de omgeving van de Black Artists Group in zijn woonplaats terecht. Eerst speelde hij in het Human Arts Ensemble, met wie hij op aanraden van James Marshall tijdelijk in Oregon verbleef. In 1973 keerde hij terug naar zijn geboorteplaats en maakte opnamen met het ensemble waarmee hij in 1977 en 1978 door Europa toerde. Tegelijkertijd richtte hij met Joseph Bowie het Saint Louis Creative Ensemble op, waarin Darrell Mixon en Rasul Siddik samen met Charles Bobo Shaw speelden. Hij trad op met het Saint Louis Creative Ensemble op het New Jazz Festival Moers in 1979. In 1981 was hij daar te gast met zijn formatie Dizzaz, waarin meer funk-elementen waren verwerkt en waarmee hij datzelfde jaar een kleine hit scoorde (Nervous Breakdown/Six months In Reform School). Hij speelde ook met James Chance and the Contortions, met wie hij in 1997 in Moers verscheen.
Thomas woonde sinds 1996 in Denemarken, waar hij ook samenwerkte met Hugh Steinmetz. In 2014 verscheen postuum het dubbelalbum Live in Denmark, dat naast concertfragmenten die in 2008 met het Mikkel Mark Trio en gasten zijn opgenomen, studio-opnamen uit juni 2009 bevat.

## Overlijden
Luther Thomas overleed in september 2009 op 59-jarige leeftijd.

## Discografie
- 1973, 1977: Luther Thomas Creative Ensemble: Funky Donkey (Circle Records/Creative Consciousness Records met Floyd LeFlore, Harold Pudgey Atterbury, Lester Bowie, Joseph Bowie, J. D. Parran, Marvin Horne, Eric Foreman, Charles Bobo Shaw, Abdullah Yakub, Rocky Washington)[4]
- 1978: Human Arts Ensemble: Junk Trap (Black Saint met J. Bowie, James Emery, John Lindberg en Charles Bobo Shaw.)
- 1979: Saint Louis Creative Ensemble: Live at Moers (Moers Music)
- 1981: Luther Thomas and Dizzaz: Yo' Momma (Moers)
- 1993: Luther Thomas Quintett: Don't Tell! (Creative Consciousness Music met Ted Daniel, Charles Eubanks, Wilber Morris, Denis Charles)
- 1996: BAGin It (CIMP met Ted Daniel, Wilber Morris, Dennis Charles)
- 2006: Finally! Total Unity in 3 Phases met Jeffrey Hayden Sturdut, Ed Chang, Motoko Smimizu
- 2008: Luther Thomas & John Lindberg Spirit of St. Louis (Ayler Records)
- 2014: In Denmark (ILK, eerder niet gepubliceerde live-opnamen op 2 cd's)